# Pidonia fujisana
Pidonia fujisana är en skalbaggsart som beskrevs av Obika och Keiichi Kusama 1971. Pidonia fujisana ingår i släktet Pidonia och familjen långhorningar. Inga underarter finns listade i Catalogue of Life.